# Yoshi Tatsu
Naofumi Yamamoto (jap. 山本 尚史, Yamamoto Naofumi; * 1. August 1977 in Gifu, Japan), besser bekannt unter seinem aktuellen Ringnamen Yoshi Tatsu, ist ein japanischer Wrestler.

## Wrestlingkarriere

### New Japan Pro Wrestling
Am 12. Oktober 2002 begann Yamamoto bei New Japan Pro-Wrestling seine Karriere.
Dort trat er bis zum 3. November 2007 an.

### WWE

#### Florida Championship Wrestling
Gegen Ende des Jahres 2007 unterschrieb Yamamoto einen Entwicklungsvertrag bei der WWE. 
Am 4. Dezember 2007 gab Yamamoto als Mr. Yamamoto sein Debüt in der Aufbauliga FCW.
Bei FCW bildete Yamamoto zusammen mit Sheamus für ein Match ein Tag Team mit dem Namen "Movers And Shakers".

#### ECW
Am 30. Juni 2009 gab Yamamoto sein WWE-Debüt bei ECW gegen Shelton Benjamin.
Yamamoto fehdete mit Christian, Tommy Dreamer und Goldust gegen William Regal, Vladimir Kozlov und Ezekiel Jackson.
Parallel zur WWE wrestelte er weiterhin in der Aufbauliga Florida Championship Wrestling.
Bei ECW bildete Yamamoto zusammen mit Goldust ein Tag Team.

#### RAW
Nach der Auflösung von Extreme Championship Wrestling wechselte Yamamoto zu RAW. Er gab am 22. Februar 2010 sein Debüt in einem Tag Team Match, zusammen mit Kofi Kingston und Evan Bourne gegen Cody Rhodes, Ted DiBiase und Randy Orton, welches er und sein Team gewannen.
Im August verletzte Yamamoto sich und kehrte am 25. Oktober zu RAW zurück.

#### Smackdown
Beim WWE Draft vom 26. April 2011 wurde er zu SmackDown gewechselt.
In der 5. Staffel von WWE NXT fungierte er als Pro von Byron Saxton. Am 12. Juni 2014 wurde Yamamoto von der WWE entlassen.